# Lokativ
Der Lokativ, auch Lokalis, Ortskasus oder Ortsfall genannt, ist ein Begriff aus der Grammatik und bezeichnet einen in verschiedenen Sprachen vorkommenden Fall (Kasus). Substantive, die im Lokativ stehen, haben zumeist die Funktion von Ortsangaben. Teilweise können neben dem eigentlichen Lokativ noch weitere Lokalkasus vorkommen, die sehr differenziert angeben, in welcher räumlichen Beziehung ein Objekt zu einem Ort steht (so die Präpositionen bzw. Adpositionen in, auf, unter, bei, hinein, heraus, nah, entfernt etc.). In Sprachen, die keinen gesonderten Fall für Ortsangaben haben, wird diese Aufgabe in der Regel von Präpositionen übernommen.

## Vorkommen

### Indogermanische Sprachen
In manchen indogermanischen Sprachen haben sich Reste eines im Urindogermanischen vorhandenen Lokativs erhalten.
So gibt es in der lateinischen Sprache den Lokativ noch bei den Namen von Städten und kleineren Inseln. Bei Substantiven, die der ersten und zweiten Deklination (a- und o-Deklination) angehören, stimmt der Lokativ im Singular mit dem Genitiv Singular überein, z. B. lateinisch Romae ‚in Rom‘. Im Plural und in der dritten Deklination stimmt er mit dem Dativ oder Ablativ überein, z. B. Carthāginī oder (häufiger) Carthāgine ‚bei Karthago‘. Einige Gattungsnamen haben ebenfalls einen Lokativ, z. B. domī ‚zu Hause‘, rūrī ‚auf dem Land[e]‘, humī ‚auf dem Boden‘ und vesperī (auch vespere) ‚am Abend‘.
In den slawischen Sprachen ist der Lokativ grundsätzlich erhalten. Im Russischen  wurde der Lokativ zumeist zum Präpositiv (im Tschechischen und Slowakischen analog zum Lokal); zusätzliche, abweichende Formen (ursprünglich aus im modernen Russischen nicht mehr erhaltenen Deklinationen wie der u-Deklination) finden sich bei einigen Substantiven nach den Präpositionen в ‚in‘, на ‚auf‘ und ganz selten bei при ‚bei, neben‘, z. B. в снегу ‚im Schnee‘, на носу ‚auf der Nase‘, при полку ‚beim Regiment‘, на берегу ‚am Ufer‘, в углу ‚in der Ecke‘. Diese Sonderformen werden traditionell als „zweiter Lokativ“ des Russischen bezeichnet, da bei ein und demselben Wort je nach Präposition der Präpositiv oder die Sonderform auftauchen kann: Präpositiv о лесе ‚über den Wald‘, zweiter Lokativ в лесу ‚im Wald‘. Im Serbokroatischen ist der Lokativ ein regulärer, heute noch ständig gebrauchter (sechster) Kasus. Er steht dort vor allem nach den Präpositionen u ‚in‘ und na ‚an, auf‘ auf die Frage „Wo?“, daneben auch nach den Präpositionen o (über) und pri (bei). Im Singular erhält er für das männliche und sächliche Geschlecht die Endung -u, für das weibliche Geschlecht die Endung -i. So heißt z. B.  u Berlinu ‚in Berlin‘, u Sarajevu ‚in Sarajewo‘ und u Sofiji ‚in Sofia‘.
Ein weiteres Beispiel für eine Sprache mit einem differenzierteren System von Lokalkasus ist das Litauische. Hier werden als Lokativ vier Kasus bezeichnet: Inessiv (miške ‚im Wald‘), Illativ (miškan ‚in den Wald‘), Adessiv (miškiep ‚am Wald‘), Allativ (miškop ‚auf den Wald zu‘). Diese Fälle werden als sekundär bezeichnet, weil sie sich in den ostbaltischen Sprachen (in den westbaltischen sind sie nicht belegt) vermutlich unter dem Einfluss der finno-ugrischen Sprachen erst verhältnismäßig spät herausgebildet haben. Der alte indogermanische Lokativ (miškie) ist verschwunden, an seine Stelle trat der Inessiv.
In der Standardsprache werden nur noch Inessiv und Illativ verwendet, alle vier Fälle stehen noch in einigen Dialekten, insbesondere in Sprachinseln in Belarus in Verwendung. Die Fälle haben manchmal eine sekundäre Bedeutung, z. B. jis prisipažino meilėje (In., ‚er hat Liebe einbekannt‘, wörtl.: ‚in der Liebe‘), išeiti viešumon (Ill., ‚an die Öffentlichkeit kommen‘, wörtl.: ‚in die Öffentlichkeit‘), manip jau visa padaryta (Ad., ‚ich habe schon alles gemacht‘, wörtl.: ‚bei mir ist schon alles gemacht‘), allerdings meist nur in Dialekten oder älteren Sprachzeugnissen.
Im Germanischen ist der Lokativ vor Beginn der schriftlichen Überlieferung mit dem Dativ zusammengefallen. In einigen oberdeutschen Mundarten werden Orts- und Richtungsangaben präpositionslos kodiert. Da aber die Kasusmarkierung stark reduziert ist, wird hier nicht vom Lokativ gesprochen (z. B. i wohn Villach; mir wårma Tarvis). In der deutschen Hochsprache werden die Lokativfunktionen vom Dativ übernommen; in stehengebliebenen Wortformen hat der Genitiv lokativische Funktion (hierorts, veraltet auch dortorts). Bei Temporalangaben stimmen jedoch die Formen nicht immer überein: des Nachts / nachts unterscheidet sich erheblich von der heutigen Genitivform der Nacht.

### Altaische, nordostkaukasische und uralische Sprachen
Auch das Türkische (das nicht zu den indogermanischen Sprachen zählt, sondern in die Sprachfamilie der Turksprachen einzuordnen ist) kennt den Lokativ. Er wird durch die Endungen -de und -da (nach stimmlosem Konsonanten erhärtet zu -te und -ta) ausgedrückt. Bei Eigennamen wird diese Endung durch einen Apostroph abgetrennt. Die Endung unterliegt der kleinen Vokalharmonie. Beispiele: türkisch Ankara’da ‚in Ankara‘, Ürgüp’te ‚in Ürgüp‘, Bodrum’da ‚in Bodrum‘, plajda ‚am Strand‘, okulda ‚in der Schule‘, Bülent’te ‚bei Bülent‘, doktorda ‚beim Arzt‘ usw.
Neben dem Türkischen sind auch in einigen anderen Turksprachen wie dem Kirgisischen, sowie in der lesgischen Sprache (die keine Turksprache, sondern eine ostkaukasische Sprache ist), neben dem Lokativ (wo?) auch Ablativ (woher?) und Allativ (wohin?) als eigenständige Kasus anzutreffen. Als Beispiel kann wieder die türkische Sprache dienen, wo die Endungen sich wie beim Lokativ oben verändern. Beispiele für den Ablativ: türkisch İstanbul’dan ‚von Istanbul‘, doruktan ‚vom Gipfel‘; Beispiele für den Allativ: türkisch Şırnak’a ‚nach Şırnak‘ (wird aber ausnahmsweise Şırnağa gelesen), kayağa ‚zum Ski‘ (türkisch kayak), Erek Bey’e ‚zum Herrn Erek‘ usw.
In den finno-ugrischen oder uralischen Sprachen ist der Lokativ ebenfalls vorhanden. So werden die Lokativkasus unter anderem im Ungarischen durch Wortsuffixe realisiert, wie hier am Beispiel ház (Haus): Im Inessiv (z. B. házban, ‚im Haus drin‘), im Elativ (házból, ‚aus dem Haus heraus‘), im Illativ (házba, ‚in das Haus hinein‘), im Adessiv (házon, ‚auf dem Haus‘), dem Ablativ (háztól, ‚vom Haus weg‘) und schließlich im Allativ (házhoz, ‚zum Haus hin‘). Wie im Ungarischen gibt es auch im Finnischen ein sehr differenziertes System von Lokalkasus, das insgesamt aus sechs Fällen besteht: Am Beispiel talo ‚Haus‘ sind dies der Inessiv (z. B. talossa ‚im Haus drin‘), der Elativ (talosta ‚aus dem Haus heraus‘), der Illativ (taloon ‚in das Haus hinein‘), der Adessiv (talolla ‚auf dem Haus‘), der Ablativ (talolta ‚vom Haus weg‘) und schließlich der Allativ (talolle ‚zum Haus hin‘).
Die Kasusentwicklung im Ungarischen lässt sich gemäß Guy Deutscher (2008) mit der Kasusendung -ra, also der deutschen Präposition „nach“ oder „auf“ entsprechend darstellen. Im modernen Ungarisch wird der Lokativ, „nach“, „auf“ mit der Endung -ra dekliniert. Im Ungarisch des 11. Jahrhunderts war dies nicht der Fall. Vielmehr wurde eine Postposition -rea verwendet.
Modernes Ungarisch:
```
Fehérvár
ra
 menő hadi út
ra
.

(wörtliche Übersetzung ins deutsche: „Fehérvár-nach gehend militärisch Straße auf.“)
(auf der Heerstraße, die nach Fehérvár führt.)
```

Ungarisch aus dem 11. Jahrhundert:
```
„Feheuuaru 
rea
 meneh hodu utu 
rea
.“
(wörtlich „Fehérvár nach gehend militärisch Straße auf.“)
```

So lässt sich vermuten, dass durch die sukzessive Verschmelzung von zunächst eigenständigen Postpositionen mit den entsprechenden Nomina allgemein ein Kasussystem entsteht. Folglich gehören Kasusaffixe aller Art in die gleiche Wortklasse wie die Adpositionen denn beide Wortklassen stehen über den Vorgang der Verschmelzung miteinander in Verbindung. Deshalb besteht zwischen den Kasusendungen der (traditionellen) Grammatik und den Prä- und Postpositionen nur ein Unterschied hinsichtlich ihres Verschmelzungsgrades. Dabei sind die Kasusendungen stärker, die Prä- und Postpositionen geringer verschmolzene Relatoren, die eine grammatische Relation am Nominalsyntagma markieren. In der weiteren Sprachdynamik kam es zu Ausdrucksveränderungen, die dann die komplexen und verschiedenen Kasusendungen mit sich brachten.